# Miniblog
La collection Miniblog était une collection de petites bande dessinées publiées par les Éditions Danger Public dont les premiers titres parurent lors du Festival des blogs BD 2006.
Un Miniblog est un petit livre de 16 pages de bande dessinée en couleurs, vendu au prix d'1€. La collection propose de faire découvrir dix auteurs de bande dessinée, ayant déjà fait leurs armes sur internet.
Son principe est simple : à la dernière page du Miniblog, le lecteur trouve un code à entrer sur le site de la collection. Ce code lui permet d’accéder gratuitement à une interface conçue par l’auteur en complément de son Miniblog.
L’histoire développée sur papier peut se suffire à elle-même, mais l’interactivité du web permet au lecteur de trouver un deuxième plaisir, après celui de la lecture.

Cette collection a pris fin en 2008 après deux "saisons" de 10 miniblogs chacun, le groupe La Martinière ne voulant pas poursuivre cette expérience.
Collection dirigée par Miss Gally, créée en collaboration avec Laurent Delaval.

## Titres parus en 2006
- Au bonheur des âmes de Loïc Sécheresse (2006)
- Burt et Pénélope de Singeon (2006)
- Chacun cherche sa case de Delfine (2006)
- Le grand saut de Poipoipanda (2006)
- J.O. 2012 de Martin Vidberg (2006)
- Kitsune Udon de Nancy Peña (2006)
- Loup y es-tu d'Allan Barte (2006)
- Steak me Tender de Miss Gally (2006)
- Le visiteur d'Orion de Baril (2006)
- Y'a plus de croquettes de Louis Bertrand Devaud (2006)

## Parus en septembre 2007
- En piste cocotte ! d'Isacile
- Le dédale de Maya Nihnindou et David Richard
- Les loups blancs de Feyd
- La mauvaise graine d'Obion
- Le meurtre en 3 leçons de Sansanx
- Palavas Cowboy d'Aseyn
- Pelles et râteaux d'Unter
- Proto et Mono de Domitille
- Service après vente, bonjour ! de Clotka
- Un soir d'été d'Erwann Surcouf